# ۱۴ ژانویه
۱۴ ژانویه چهاردهمین روز سال در گاه‌شماری میلادی است. ۳۵۱ روز (در سال‌های کبیسه ۳۵۲روز) تا پایان سال باقی‌است.

## رویدادها
- ۱۹۵۳ - یوسیپ بروز تیتو به عنوان نخستین رئیس‌جمهور یوگسلاوی برگزیده شد.
- ۱۹۸۰ - ایندیرا گاندی به نخست‌وزیری هند منصوب شد.
- ۲۰۱۱ - در جریان انقلاب تونس، زین العابدین بن علی، رییس‌جمهور این کشور به عربستان سعودی گریخت. این حادثه سرآغازی بر بهار عربی بود.
- ۲۰۱۶ - در اثر انفجار شش بمب و تیراندازی در مرکز جاکارتا، پایتخت اندونزی دست کم هشت نفر از جمله چهار مهاجم کشته شدند.

## زادروزها
- ۱۸۴۱ - برت موریسو، نقاش دریافتگرای فرانسوی (د. ۱۸۹۵)
- ۱۹۰۲ - والریان زورین، دیپلمات شوروی. [۱]
- ۱۹۶۳ - استیون سودربرگ، کارگردان، نویسنده و فیلم‌بردار آمریکایی
- ۱۹۶۷ - آلما موروس، دوندهٔ پرش طول فیلیپینی.[۲]
- ۱۹۸۱ – اسون فانتورنهوت، دوچرخه‌سوار اهل بلژیک

## درگذشت‌ها
- ۱۸۶۷ - ژان اگوست دومینیک انگر، نقاش نئوکلاسیک فرانسوی (ز. ۱۷۸۰)
- ۱۸۹۸ - لوئیس کارول، نویسنده و ریاضیدان انگلیسی (ز. ۱۸۳۲)
- ۱۹۵۷ - هامفری بوگارت، بازیگر آمریکایی (ز. ۱۸۹۹)
- ۱۹۸۶ - والریان زورین، دیپلمات شوروی. [۳]

## مناسبت‌ها
روز جهانی جوک

## جُستارهای وابسته
- ویکی‌پدیا:یادبودهای برگزیده/۱۴ ژانویه